# Романенко, Андрей Фёдорович
Андре́й Фёдорович Романе́нко (22 августа 1917, село Власовка, Тамбовская губерния — 13 апреля 1944, Бендеры, Молдавская ССР, СССР) — Герой Советского Союза (1944, посмертно).

## Подвиг
В звании майора командовал батальоном 767-го стрелкового полка 228-й стрелковой дивизии 37-й армии Третьего Украинского фронта. В боях при попытке закрепиться на правом берегу Днестра после его форсирования лично повёл бойцов батальона в штыковую атаку и был сражён пулемётным огнём. Звание Героя Советского Союза присвоено 13 сентября 1944 года. Именем Романенко названы улицы в его родном селе в Воронежской области и в селе Парканы близ Тирасполя.